# Promozione Marche 1982-1983
Nella stagione 1982-1983 la Promozione era sesto livello del calcio italiano (il massimo livello regionale). Qui vi sono le statistiche relative al campionato in Marche.
Il campionato è strutturato in vari gironi all'italiana su base regionale, gestiti dai Comitati Regionali di competenza. Promozioni alla categoria superiore e retrocessioni in quella inferiore non erano sempre omogenee; erano quantificate all'inizio del campionato dal Comitato Regionale secondo le direttive stabilite dalla Lega Nazionale Dilettanti, ma flessibili, in relazione al numero delle società retrocesse dal Campionato Interregionale e perciò, a seconda delle varie situazioni regionali, la fine del campionato poteva avere degli spareggi sia di promozione che di retrocessione.

## Girone A

### Classifica finale
|  | Pos. | Squadra                                                 | Pt | G  | V  | N  | P  | GF | GS | DR  |
|  | ---- | ------------------------------------------------------- | -- | -- | -- | -- | -- | -- | -- | --- |
|  | 1.   | S.S. Durantina, Urbania                                 | 46 | 30 | 17 | 12 | 1  | 43 | 17 | +26 |
|  | 2.   | A.S.C. Urbino, Urbino                                   | 41 | 30 | 17 | 7  | 6  | 40 | 22 | +18 |
|  | 3.   | Pol. Mondolfese, Mondolfo                               | 37 | 30 | 13 | 11 | 6  | 38 | 29 | +9  |
|  | 4.   | S.S. Cerreto, Cerreto d'Esi                             | 35 | 30 | 14 | 7  | 9  | 42 | 35 | +7  |
|  | 5.   | U.S. Fortitudo Fabriano, Fabriano                       | 34 | 30 | 14 | 6  | 10 | 37 | 30 | +7  |
|  | 6.   | U.S. Castelfrettese, Castelferretti                     | 32 | 30 | 11 | 10 | 9  | 27 | 24 | +3  |
|  | 7.   | U.S. Pergolese, Pergola                                 | 29 | 30 | 10 | 9  | 11 | 34 | 30 | +4  |
|  | 8.   | A.C. Gallo Petriano, Gallo di Petriano                  | 27 | 30 | 10 | 7  | 13 | 23 | 26 | -3  |
|  | 9.   | Pol. Forsempronese, Fossombrone                         | 27 | 30 | 6  | 15 | 9  | 28 | 32 | -4  |
|  | 10.  | S.S. Real Montecchio, Montecchio di S.Angelo in Lizzola | 27 | 30 | 9  | 9  | 12 | 34 | 38 | -4  |
|  | 11.  | A.P. Agugliano, Agugliano                               | 27 | 30 | 10 | 7  | 13 | 23 | 28 | -5  |
|  | 12.  | Pol. Gradara, Gradara                                   | 27 | 30 | 10 | 7  | 13 | 35 | 40 | -5  |
|  | 13.  | U.S. Metaurense, Calcinelli di Saltara                  | 25 | 30 | 7  | 11 | 12 | 27 | 35 | -8  |
|  | 14.  | Pol. Cagliese, Cagli                                    | 24 | 30 | 8  | 8  | 14 | 33 | 41 | -8  |
|  | 15.  | Pol. Gabicce Mare, Gabicce Mare                         | 22 | 30 | 6  | 10 | 14 | 26 | 40 | -14 |
|  | 16.  | U.S. Olimpia Marzocca, Marzocca di Senigallia           | 20 | 30 | 7  | 6  | 17 | 29 | 52 | -23 |

Verdetti
- La Durantina è ammessa allo spareggio-promozione.
- La Cagliese, retrocessa in Prima Categoria, è stata successivamente riammessa alla Promozione.
- Il Gradara rinuncia al campionato di Promozione e si iscrive in Terza Categoria.

## Girone B

### Classifica finale
|  | Pos. | Squadra                              | Pt | G  | V  | N  | P  | GF | GS | DR  |
|  | ---- | ------------------------------------ | -- | -- | -- | -- | -- | -- | -- | --- |
|  | 1.   | U.S. Tolentino, Tolentino            | 46 | 30 | 19 | 8  | 3  | 51 | 17 | +34 |
|  | 2.   | A.C. Sangiustese, Monte San Giusto   | 42 | 30 | 16 | 10 | 4  | 40 | 19 | +21 |
|  | 3.   | S.S. Monturanese, Monte Urano        | 42 | 30 | 16 | 10 | 4  | 37 | 17 | +20 |
|  | 4.   | S.S. Robur, Grottammare              | 39 | 30 | 14 | 11 | 5  | 40 | 23 | +17 |
|  | 5.   | S.S. Corridonia, Corridonia          | 36 | 30 | 12 | 12 | 6  | 29 | 18 | +11 |
|  | 6.   | U.S. Filottranese, Filottranese      | 34 | 30 | 13 | 8  | 9  | 28 | 21 | +7  |
|  | 7.   | S.S. Settempeda, S.Severino Marche   | 29 | 30 | 11 | 7  | 12 | 26 | 28 | -2  |
|  | 8.   | Pol. Grottese, Grottazzolina         | 28 | 30 | 8  | 12 | 10 | 29 | 28 | +1  |
|  | 9.   | U.S. Cascinare, Sant'Elpidio a Mare  | 27 | 30 | 10 | 7  | 13 | 20 | 31 | -11 |
|  | 10.  | U.S. Recanatese, Recanati            | 26 | 30 | 8  | 10 | 12 | 32 | 39 | -7  |
|  | 11.  | S.S. Sirolo, Sirolo                  | 25 | 30 | 7  | 11 | 12 | 32 | 39 | -7  |
|  | 12.  | U.S. Loreto Calcio, Loreto           | 25 | 30 | 7  | 11 | 12 | 31 | 39 | -8  |
|  | 13.  | A.S. Casette D'Ete, Casette d'Ete    | 23 | 30 | 7  | 9  | 14 | 18 | 31 | -13 |
|  | 14.  | G.S. Castelfidardo, Castelfidardo    | 23 | 30 | 7  | 9  | 14 | 31 | 46 | -15 |
|  | 15.  | A.S. Elettrocarbonium, Ascoli Piceno | 23 | 30 | 8  | 7  | 15 | 24 | 36 | -12 |
|  | 16.  | A.S. Camerano, Camerano              | 12 | 30 | 1  | 10 | 19 | 19 | 55 | -36 |

### Spareggio promozione
- Spareggio per la promozione all'Interregionale:
  - a Falconara Marittima il ??? 1983: Tolentino-Durantina 3-0.
- Il Tolentino è promosso all'Interregionale.